# 線維筋痛症
線維筋痛症（せんいきんつうしょう、英: fibromyalgia, 略：FM）とは、全身に激しい痛みが生じる病気である。英語では、症候群であることを表現して、fibromyalgia syndrome:略FMSとも記される。原因不明の全身の疼痛を主症状とする。疼痛は腱付着部炎や筋肉、関節などにおよび、体幹や四肢から身体全体に激しい疼痛が広がる。新興疾患では無く、以前は「非関節性リウマチ」「心因性リウマチ」「軟部組織性リウマチ」「結合組織炎」「結合組織炎症候群」などと呼ばれていた。
似たような症状を呈するものに、慢性疲労症候群、過敏性腸症候群、化学物質過敏症、シックハウス症候群、顎関節症、間質性膀胱炎、湾岸戦争症候群、複合性局所疼痛症候群、エーラス・ダンロス症候群などがあげられるが、異なる疾病概念である。

## 解説
1990年、米国リウマチ学会により疾病概念が定義され、有用性の高い分類基準が提案され「線維筋痛症症候群」の疾病名が広まった。2010年には痛み症状の評価と合わせ、随伴症状も合わせた新たな診断基準が作成された。
患者は男性より女性の方が非常に多く、働き盛りの中高年に発生率が高い。米国での有病率は20歳以上成人のおよそ2%ほど。軽症例も合わせれば推定200万人と言われる、比較的患者人口の大きなリウマチ性疾患であるにもかかわらず、日本の医療機関での認識が遅れている。その結果適正に医療を受けられている患者が極めて少なく、多くの患者は未診断、または、誤診を引き起こしてドクターショッピングを繰り返し、結果的に長く病む状況となってしまっている。医療に失望して民間療法などに流れている場合もある。このように日本の線維筋痛症の医療環境は問題がある。

## 原因
原因は不明であり、医師が通常行なう血液検査では異常が現れない。CTスキャン、MRIを検査しても異常を発見できない。また、この病気が診断できる特別な検査は2015年時点で存在しない。診断が非常に困難な症例が多いが、圧痛点による簡易的な見分け方が知られる。
2018年10月の論文では、線維筋痛症31人と健康な人27人をポジトロン断層法 (PET) で比較して、脳のグリア細胞の活性化が原因である可能性を示し、疲労感の症状では帯状回の炎症の度合いと一致した。

## 症状

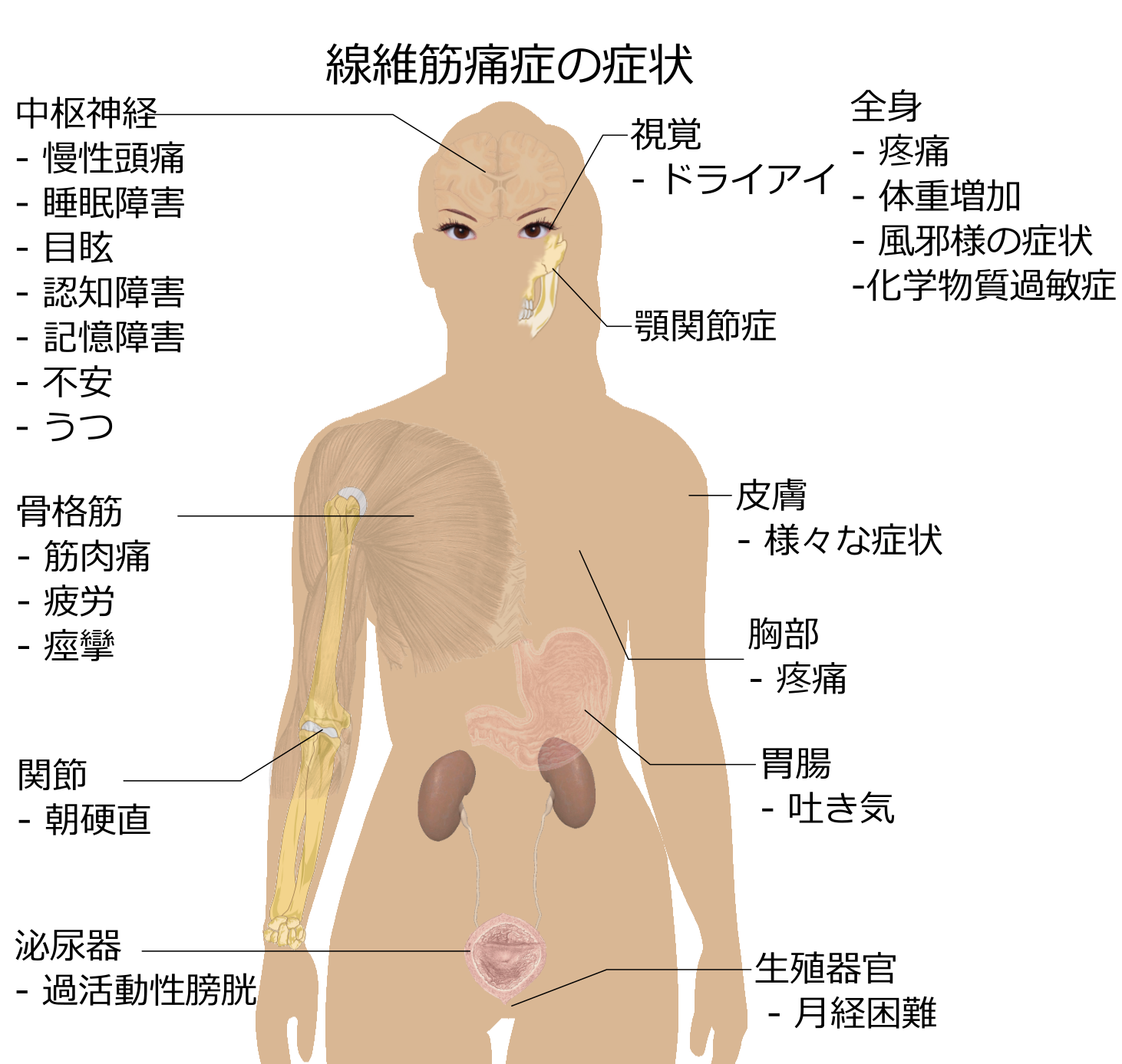
線維筋痛症の症状

主要症状全身の慢性疼痛と解剖学的に明確な部位の圧痛。
随伴症状
身体症状
38℃以下の微熱、疲労感、倦怠感、手指のこわばり、手指の腫脹、関節痛、レイノー現象、寝汗、過敏性腸症候群、動悸、乾燥症状、呼吸困難、嚥下障害、間質性膀胱炎様症状、生理不順、月経困難症、体重変動、光線過敏症、寒暖不耐症、顎関節症、低血圧、各種アレルギー症状、僧帽弁逸脱症、かゆみなど、
神経症状
四肢のしびれ、手指のふるえ、めまい、耳鳴り、難聴、視力障害
精神症状
抑うつ症状、不安感、焦燥感、睡眠障害（過眠、不眠）、集中力低下、注意力低下、健忘、起床時の不快感
骨格筋の激しい痛みが、線維筋痛症の主な症状であるが、その激しさを表現するのに、「体の中で火薬が爆発するような痛み」「万力で締め付けられるような痛み」「キリで刺されたような痛み」「ガラスの破片が（体の中を）流れるような痛み」などと形容される。また疼痛症状以外に、様々な身体性の症状を伴う。特に共通の症状として睡眠障害が挙げられている。9割の患者で睡眠障害がみられると言われる。疼痛による睡眠障害の起こり方としては、同じ体位で寝ていると自分の体重で疼痛が生じ、中途覚醒するという特徴的なパターンがある。睡眠障害と疼痛は密接に関連していると言われ、睡眠障害がストレスとなり、次に痛みを引き起こし、更に睡眠障害を引き起こすという悪循環がみられる。そのため、メンタルケアが重要とされる。
この病が直接の原因となり死に至ることは無いと言われているが、その全身の痛みは凄まじいもので、痛みの苦痛等が間接的に患者を死に追いやることはありえる。2007年2月2日に43歳で亡くなった日本テレビの元アナウンサー：大杉君枝はこの病を苦に自殺したと報道されている（ただし、飛び降りと線維筋痛症の間の因果関係を疑問視する意見もある）。後述のとおり、この病は患者のストレスや精神状態が症状に与える影響が大きく、神経や精神状態の改善が症状を改善させるという臨床例が多く認められている。この病は原因が不明で、患者の痛みの理由が周囲にわかりにくいことから、しばしば怠け病や詐病と周囲に誤解されやすいところが、患者のストレスを更に増加させるものと考えられる。うつ病に対する場合と同様、周囲のこの病に対する理解が必要である。線維筋痛症患者における自殺念慮の有病率は32.5%と報告された。

### 疼痛
- 疼痛レベルや痛みの種類は天候や気温に湿度、環境、五感による刺激、肉体的精神的ストレスで変化する。しばしば疼痛箇所は移動するが、痛みが途切れる事は無い。
- 症状には個人差が大きく、軽度なら仕事を続けられる場合もあるが、重度の場合はガンの末期患者と同レベルの疼痛といわれ、日常生活に支障をきたし、自力での生活はほぼ困難である。症状が重くなると髪やつめに触っただけで痛みが走り、意識がもうろうとなり寝たきりになる。通常の日常生活（食事・買い物・入浴・着替え・歩行・寝返り等）、呼吸や嚥下すら困難になる。
- 視覚、聴覚（聴覚過敏）、触覚、味覚、嗅覚の五感が著しく過敏になる。そのため僅かな音や光、軽い接触にも痛みを感じるようになる。化学物質やアルコール不耐性になり、アレルギー症状は悪化する。
- 灼熱感や冷感、悪寒、穿痛感（刺されるようなチクチクする痛み）、乱切痛、アロディニアなどの知覚異常が見られる。
- 多くの患者に筋力と運動能力の著しい低下、筋肉の激しい疲労、筋肉の痙攣、行動力の低下、関節の痛みと腫れ、重度では自力で補助なしには立ち上がれないし起き上がれない、以前歩けた距離が歩けなくなるなどの症状が見られる。
- 強直性脊椎炎や血清反応陰性脊椎関節炎の患者が合併症として線維筋痛症を罹患している頻度が高いことが報告されている[14][15]。

### 痛み以外の身体症状
FMS患者の90%以上が疲労感を感じている。同様の病に慢性疲労症候群（CFS, 但しCFSは痛みではなく疲労を伴う病である）や、Systemic exertion intolerance disease (SEID)がある。FMSの発症前後に合併する例も多い。症状に共通する部分があるため線維筋痛症と同じ病気とみなす医師もいる。CFSの主な症状は身体的・精神的両方における激しい疲労である。運動・精神活動後によって疲労は強くなり、休息や睡眠によってなかなか回復しない。不眠・過眠・はっきりした夢を見やすい。疲労の程度は、何とか働ける程度から、寝返りもうてないほど重症の患者もいる。

### 精神神経症状
睡眠障害と並んでうつ状態の症例が多い。FMS患者のおおよそ30%が大うつ病とも診断される。人間関係のストレスの集積、離婚や近親者との死別などが、疼痛発症のトリガーである場合は尚更である。精神科領域で、原因不明の慢性疼痛を身体表現性障害の範疇に含んで診断することも不利にはたらき、誤診や未診断の原因となっている。多くの場合は精神症状は疼痛の緩和とともに改善される。これは痛みが線維筋痛症の主因であり、精神症状が主因ではないことを意味する。むずむず脚症候群を、70.7%の患者で併発し、そのうち約20%が重症であった。
発症要因としては、外的要因と内的要因に分けて分析されている。
内的要因ストレスと遺伝的素因。
- 離婚・死別・別居・解雇・経済的困窮などの生活環境のストレス。
- 遺伝的素因。しかし、遺伝性の程度は、単一遺伝子疾患いわゆる遺伝病ほど大きくなく、あくまで2型糖尿病といった多因子遺伝性疾患の程度である。遺伝以外の発症要因はトリガーとも引き金とも呼ばれ、線維筋痛症の状態に至るきっかけの出来事のことである。

外的要因外的要因としては、外傷、手術、ウイルス感染などが挙げられている。
- 自動車事故が引き起こす線維筋痛症は、患者全体の3割を占めるとも言われるが、線維筋痛症の認知の低さから、日本の司法や行政において不利に取り扱われがちなことが問題とされている。外的発症要因としてのウイルス感染の他に、線維筋痛症の患者の何割かで、複数種のマイコプラズマ感染がみられたという報告がある。他のトリガーとして、抜歯などの歯科処置、脊椎外傷や手術、むちうち症など著しい身体障害やパニック障害が挙げられている。進行すると、18箇所の圧痛点を上回り、身体全体に激しい疼痛が拡散し、腱の付着部炎や、筋膜、関節等に及ぶ。疼痛は時間的に変化し、発作の形をとることが多い。最初の疼痛が引き金になり次の疼痛を招いている。重症化するにつれ、神経支配的領域とは関係なく、疼痛の範囲は広くなり、発作の時間は長くなり、疼痛の程度は次第に激しくなって、患者のQOLが著しく低下する。トリガーとして、社会的な意味で特に複雑なのは、自動車事故と子宮頸がんワクチンである。子宮頸がんワクチンが引き起こす線維筋痛症様の症状をまとめて、難病治療研究振興財団により、HPVワクチン関連神経免疫異常症候群(HANS)という名称が提唱されている。一方で世界保健機関、欧州医薬品庁、コクラン共同計画はHPVワクチンの接種による繊維筋痛症を含む重大な副反応のリスクを否定している。

## 有病率
厚生労働省の研究班による全国疫学調査では、2003年に線維筋痛症の診断で受診した患者数は2,600名、日本リウマチ財団登録医への受診患者数3,900名であり、欧米と比較して診断されている患者が著しく少ない。更に住民調査が行われ、その結果人口あたりの有病率は大都市部2.2%、地方部1.2%、全体として1.7%であった。欧米の約2%の有病率に近い。詳しく調査すると有病率が上がる理由は、認知度が低いために未診断や誤診が非常に多いものと推測される。
2009年に再度日本リウマチ財団登録医への受診患者数調査が行われ、11,000人であったことから、診断率は少し向上している。リウマチ医が線維筋痛症の診療を避けているとも述べられる。

### 性差、年齢分布、家族内発生など
欧米の報告では女：男＝8から9：1である。日本では、女：男＝4.8：1である。平均年齢は51.5歳である。年齢分布は広く、4.8%が小児科年齢であった。推定の発症年齢は平均43.8歳とされる。家族内発生について、家族歴は4.1%であった。確定診断がなされるまでに、発症から平均4.3年かかっているが、半数は1年以内に診断されていた。確定診断まで平均3.9件の診療科を受診しており、いわゆるドクターショッピングの現状が存在する。中には診断なく、医療から見放されている例も少なからずあるとされる。

### 病型分類
リウマチ性疾患をはじめとした疾患を原病として随伴することが多い。線維筋痛症単独で発症するものを一次性、別の疾患に随伴するものを二次性と分類されたこともあったが、現在では区別しない。線維筋痛症単独と、随伴する症例の比は3:1である。原病としては関節リウマチが最も多い。
クラスター分析が提案されて、筋緊張亢進型、うつ型、筋付着部炎型、混合型の4つに分類され、このうち筋緊張亢進型が35%を占めて最多である。#議論も参照のこと。筋緊張亢進型の一部の症例にVGKC自己抗体が確認されている。

## 診断基準

### 鑑別疾患
以下の疾患を除外する。
- 関節リウマチ、全身性エリテマトーデス(SLE)[2]
- 変形性関節症[2]
- 強直性脊椎炎(AS)[2]
- リウマチ性多発筋痛症(PMR)[2]
- 甲状腺機能低下症、および他の内分泌疾患[2]
- 代謝異常に起因する筋肉炎（代謝性ミオパチー）[2]
- 神経障害 [2]

### 重症度分類
患者ごと、また時期により重症度が変化する。客観的評価法として重症度分類（ステージ分類）試案が提案されている。臨床症状の組み合わせや症状の強さからⅠからⅤに分類され、30%近くがステージⅢ以上とされる。
| ステージ分類 | 臨床病像 | 頻度  |
| ------------ | --- | ----- |
| ステージI    | 米国リウマチ学会分類基準の18箇所の圧痛点のうち11箇所以上の痛みであるが、日常生活に重大な影響を及ぼさない                   | 44.0% |
| ステージII   | 手足の指の末端部に痛みが広がり、不眠、不安感、うつ状態が続く。日常生活が困難                                               | 31.0% |
| ステージIII  | 激しい痛みが持続し、爪や髪への刺激、温度・湿度変化など軽微な刺激で激しい痛みが全身に広がる。自力での生活は困難             | 9.8%  |
| ステージIV   | 痛みのために自力で体を動かせず、ほとんど寝たきり状態に陥る。自分の体重による痛みで、長時間同じ姿勢で寝たり座ったりできない | 9.1%  |
| ステージV    | 激しい全身の痛みとともに、膀胱や直腸の障害、口の渇き、目の乾燥、尿路感染など全身に症状がでる。通常の日常生活は不可能       | 6.1%  |

### 米国リウマチ学会線維筋痛症分類基準(1990)
1990年に米国リウマチ学会(ACR)が作成した分類基準である。
以降ではACR1990と略記する。
この古い基準に対して批判が多くあるが、国際的に広く用いられている分類基準である。診療の場では、分類基準を満たさない症例が存在し、分類基準を満たさない症例を線維筋痛症から除外するための基準ではない、とも述べられている。
| 1. 広範囲にわたる疼痛の病歴                                                                                  |                                                                                             |
| 定義 | 広範囲とは右・左半身、上・下半身、体軸部（頚椎、前胸部、胸椎、腰椎）                        |
| 2. 指を用いた触診により、18箇所の圧痛点のうち11箇所以上に疼痛を認める                                        |                                                                                             |
| 定義 | 両側後頭部・頚椎下方部・僧帽筋上縁部・棘上筋・第2肋骨・肘外側上顆・臀部・大転子部・膝関節部 |
| 指を用いた触診は4kgの力で押す（術者の爪が白くなる程度） 圧痛点の判定：疼痛に対する訴え（言葉、行動）を認める |                                                                                             |
| 判定 | 広範囲な疼痛が3ヶ月以上持続し、上記の両基準を満たす場合。第二の疾患が存在してもよい。       |

日本の症例に対してACR1990がどのぐらい有用であるか検証がなされ、その結果、診断感度は75.9%、診断特異度は97.4%、有用度は86.9%が得られ、優れた診断基準であることが検証された。
ACR1990では、いわゆる二次性の線維筋痛症であって随伴して発症する場合も、病型に関係なく線維筋痛症と診断すべきことを意味している。

### 米国リウマチ学会予備診断基準(2010)の提案
以下の3項目で構成される。
1. 定義化された慢性疼痛の広がり（widespread pain index: WPI: 広範囲疼痛指数）が一定以上あり、かつ臨床兆候重症度(symptom severity: SS)スコアが一定以上あること。
2. 臨床兆候が診断時と同じレベルで3ヶ月間は持続すること。
3. 慢性疼痛を説明できる他の疾患がないこと。

この3項目を満たす場合に線維筋痛症と診断できるものとする。以降ではACR2010と略記するが、ここで扱うには複雑すぎるため示しているのは概要のみである。
予備診断基準ACR2010は、分類基準ACR1990にとって代わるものではないと述べられている。対照疾患として非炎症性リウマチ性疾患を用いているなどの理由からである。ACR2010の他に、線維筋痛症の診断にまつわるその他の基準としてACR2010改定基準(2011)、J-FIQなどが知られているが、ここで扱うには複雑すぎるため触れない。
2015年時点で日本でもっとも一般的に用いられている、線維筋痛症を対象とした評価票ひいては問診票として、ACR2010に基づくFAS31が挙げられる。

### その他の検査手段
これまで、患者が痛みを訴えてもそれを具体的に伝えることは困難だったが、2007年に株式会社オサチおよび株式会社ニプロが「ペインビジョン(PainVision)」という電流知覚閾値検査装置を発売した。これは、痛みに似た感覚を作り出すことができる電気刺激を患者に与えることによって、患者の痛みを数値化し、グラフとして提供する装置である。これによって、これまで医師に伝えることが難しかった痛みの度合いが数値化・視覚化されることにより、患者が感じる痛みの量を患者と医師が共有したり、それによって患者の心理的負担が軽くなることなどが期待される。しかし、この装置を置いている病院はまだ少なく、その他の病院ではフェイススケール等に頼っている。
2015年時点で研究段階の手法であるが、T細胞を指標とする方法が北海道大学の研究グループから発表された。

## 治療
日本人を対象とはしていないが、ヨーロッパリウマチ学会とヨーロッパ疼痛学会によるエビデンスレベルAの2016年の診断治療アルゴリズムがある。正確な診断が下された後は教育情報提供を行い、効果不十分であれば物理療法を試し、それも効果不十分であれば個別の治療を施す。物理療法とは非薬物療法の併用であり、個別化段階的運動療法、温熱治療、鍼といったものが挙げられる。欧州のガイドラインでは、有酸素強化運動療法や、気功、ヨガ、太極拳などの瞑想運動（ここまで運動療法）、鍼、温泉療法を推奨し、バイオフィードバック、カプサイシン療法、カイロプラクティック、ホメオパシー、リラクゼーションは推奨していない。運動療法には強い科学的根拠があり推奨できる。鍼には中等度の科学的根拠があり提案でき、限定的な弱い証拠からその他の統合医療が提案できる。その他、食事療法が挙げられる。
個別の治療は以下のようになる。
- 疼痛関連の抑うつや、不安破局的な思考 - 認知行動療法や薬物療法[46]
- 激痛 - デュロキセチン、プレガバリン、トラマドール[46]
- 睡眠障害 - 低用量のアミトリプチリン、プレガバリン、シクロペザブリン[46]
- 日常動作の減少や病欠 - リハビリテーションプログラム[46]

認知行動療法や運動療法は、セルフケアとして実施できることも利点である。 慢性疼痛#セルフケアも参照のこと。

### 運動療法
線維筋痛症の患者によっては運動療法によって、健康や睡眠を改善し痛みや疲労を減らすことができる。特に何割かの患者に対して、有酸素運動が有効であるとの強いエビデンスが示されている。長期間の水中運動もまた、抵抗性のトレーニングを有酸素運動に組み合わせているという意味で有効であると証明された。
筋肉と関節は毎日動かしてストレッチする必要があり、心臓や肺が十分な機能を保つためにも運動が必要である。慢性疼痛患者に対しては、S.M.A.R.T.ゴールと呼ばれる運動管理の方法が提唱されている。Specific＝明確であり、Measurable＝測定でき、Achievable＝達成可能であり、Realistic＝現実的であり、Timeframe＝期限を定めるとされる。このゴールを設定して細かくペース配分を調整する。慢性疼痛患者では自己判断によるペース配分のスキルが運動の成否を分けるとも言われる。体をよく動かすようになった場合は、痛みが悪化した場合の静養・調整の計画もまた立てておく必要がある。これらの前提に立てば、痛みがあるからといって動かないというのは最悪の選択であると言われる。ただし自己判断で行うことができなかったり、無理をするのは前提に反しているので「ほどほど」を心がけるのが重要とされる。線維筋痛症の患者の多くがもともと完璧主義で努力家だけに「やりすぎ」は禁物とも言われる。
具体的なメニューとして、散歩、太極拳、できる範囲のラジオ体操／テレビ体操、ごく軽いヨガなどが提案されている。なお、散歩は水中訓練から始める程度が望ましく、歩行が不可能な患者では、ガムを大きくかんだり、深呼吸をするといった、足腰に負担のないリズム運動が提案されている。

### 薬物治療
日本国内では、2012年にプレガバリンが繊維筋痛症に伴う疼痛の治療薬として日本でははじめて承認された。ついで2015年にデュロキセチンが保険適用となった。

#### ガイドラインによる推奨
日本線維筋痛症学会による『線維筋痛症診療ガイドライン2017』には、「薬物治療」の章でエビデンス（科学的証拠）と推奨および合意率の形で、各薬物の評価が示されている。エビデンスは強い確信のある証拠がある場合にA、限定的な場合にC、ほとんど確信できない場合に最下位のD、これとは別に、強い推奨で実施、提案、提案しない、強い推奨で実施しない、専門科同士の意見の合意に至らない推奨なしに分かれる。
抗てんかん薬では、プレガバリンはランダム化比較試験 (RCT) が多数あり、欧州のガイドラインやコクランのシステマティック・レビューでも推奨されており、日本のガイドラインでもエビデンスA・合意率100%で推奨する。他の抗てんかん薬の候補は徐放性ガバペンチンで、エビデンスB・合意率71%。
抗うつ薬では、デュロキセチンがこれも複数のRCTで確認されており、エビデンスA・合意率100%となっている。プレガバリンなど他の治療薬との比較試験や経済性の観点からの比較試験が必要とされる。他の抗うつ薬では、鎮痛効果が弱いがアミトリプチリン、海外での評価は良いが保険適用がなく処方量できる量も少ないミルナシプランをエビデンスAとしており、その他の抗うつ薬の推奨はない。睡眠の問題はプレガバリン、デュロキセチン、アミトリプチリンで改善される。その他の向精神薬は推奨できない。
オピオイドでは、弱オピオイドのトラマドールがエビデンスA・合意率92.9%であり推奨されるが、消化器症状の副作用も多い。他のオピオイドや、非ステロイド系抗炎症薬 (NSAID)、鎮痛薬の推奨はない。
グルココルチコイドでは有効性がないことがエビデンスAで判明しており推奨されず、神経ブロックやトリガーポイント治療ではエビデンスCで推奨されず、ノイロトロピンではエビデンスDで有効性の証拠が弱いが安全なため提案はでき、生薬や漢方薬ではエビデンスDだが提案はでき、その他の薬物療法に推奨はない。
2013年のガイドラインによれば以下のようになる。各薬物の最適量を患者ごとに慎重に決定することが求められる。各薬物の処方量を、副作用と鎮痛効果をみながら上限まで漸増する。当初は有効でも1年以上経過すると、中止しても痛みはしばしば悪化しないため、減量や中止を試みる努力が必要である。抗うつ薬の鎮痛効果は抗うつ効果とは独立している。

#### 薬物療法に対する意見
オピオイドを使用するかどうかについても方向性が分かれている。専門家による私案によれば、最後の選択薬としてトラマドールまたはトラムセットを用いる。しかしながら2014年には、アメリカ神経学会がオピオイドによる死亡増加から声明を出しており、線維筋痛症などのがん以外の慢性疼痛状態では、オピオイド系薬剤使用の利益を危険性がはるかに上回るとした。
2015年の国際疼痛学会（NeuPSIG）によるメタアナリシスによれば、副作用は考慮されていないが、オピオイド系薬剤は成人の神経原性疼痛の治療において、弱い推奨として3番目の選択である。
専門科個人の意見であるが、2013年のガイドラインの作成にも関わった線維筋痛症の専門家は、副作用や薬価、またエビデンスの強さなど同種の薬を避けるといったことを考慮し、2015年に以下のような優先順位で11種類の投薬を順に試しているとされる。11種類の優先順位（スタメンと命名されている）：ノイロトロピン、アミトリプチリン、デキストロメトルファン、ノルトリプチリン、メコバラミンと葉酸の併用、イコサペント酸エチル、ラフチジン、ミルナシプラン、ガバペンチン、デュロキセチン、プレガバリン、ベンラファキシン。

#### 病型分類による薬物療法の試案

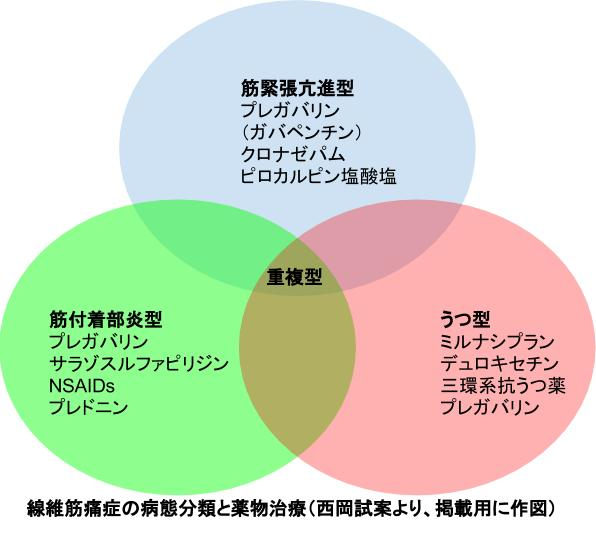

以下は試案で、これに従った場合の治療成績は検証されておらず推奨度は低い。日本線維筋痛症学会による『線維筋痛症診療ガイドライン2013』では、患者の病態に基づいて主に3つのカテゴリーに分けて治療方針を立てる試案が掲載されている。#重症度分類も参照のこと。
- 筋緊張亢進型

骨格筋を中心に激しい痛みや体の動かしにくさを特徴とする。多くは筋力の肥大するスティッフパーソン症候群に類似する。シェーグレン症候群に似ることもある。
プレガバリン、ガバペンチン、クロナゼパムなどの抗てんかん薬や、ピロカルピン塩酸塩など。
- 筋付着部炎型

精神症状が少なく、発症のトリガーが外傷やリウマチ性疾患などに起因する場合である。
プレガバリン、サラゾスルファピリジン、NSAIDs、プレドニゾロンなど。抗炎症剤や鎮痛薬。
- うつ型

心因的要因から症状を引き起こす場合である。
ミルナシプラン、デュロキセチン、三環系抗うつ薬などの抗うつ薬や、プレガバリンなど。
- 重複型

第一から第三までが重複している。重複型については、症状の重みで加減をする。
このようなカテゴリーに分類し使用する薬を変える方法には科学的根拠がなく、世界標準の治療ではないとの批判がある。

### 心理療法
認知行動療法(CBT)や関連する心理療法、行動療法によって、線維筋痛症の症状をいくらか緩和することができる。最大の利点は、運動療法と組み合わせてCBTを実施できることである。
1,119症例のメタアナリシスの結果、「組み合わせ治療は、線維筋痛症のキーとなる症状において短期的な改善の効果を有するという強いエビデンス」が示された。 2010年に14の研究のシステマティック・レビューが報告され、CBTは自己効力感や痛みに対する対処を改善したり、治療後の通院回数を減らすことが報告されたが、痛み、疲労、睡眠、健康状態の改善に有意な効果がないことも報告された。うつ状態もまた改善されるが、これはバイアスを含む危険性から区別しきれていない可能性がある。CBTを含む学際的なアプローチが多く用いられ、線維筋痛症といった慢性疼痛症候群の「ゴールド・スタンダード」と考えられている。
否定的な思考やストレスの多い生活環境は痛みに影響し、慢性疼痛との関連がよくみられ、瞑想法、リラクゼーション法、注意転換法などが、痛みを軽減することに役立つと言われる。

### 顎関節症との関係と歯科治療
線維筋痛症は顎関節症を併発することが多い。線維筋痛症の治療を謳っている一部の歯科もある。歯列矯正や歯を削ったりして噛み合わせや顎の位置を大きく変える治療方法で、これらの治療が合わなかった患者にとっては元の状態に戻す事ができず、侵襲性が強くストレスの大きい治療のため、治療を受ける場合は十分な注意が必要である。
慢性疼痛患者の症状の重症度と顎の痛みの間には相関関係があるために、顎の痛みの治療は線維筋痛症の治療に有用かもしれない。しかし顎の痛みの治療は安全性の観点から初期治療として口腔スプリントが推奨され、咬合調整・歯列矯正は推奨されていない。線維筋痛症患者は特に刺激に過敏である場合が多く、噛み合わせに手を付けない方が望ましいとする意見もある。その一方で、口腔スプリントのみで線維筋痛症の症状をコントロールできたとする報告もある。
このように、一般的な歯科治療とは異なった、線維筋痛症や慢性疼痛といった身体状態の治療に専門化した歯科治療が行われている。

### その他の治療
喫煙は症状を強めるため、禁煙が推奨されている。

## 経過
慢性疾患として、線維筋痛症は長期にわたって持続し、回復が困難である。発症から1〜2年は安定した状態で経過し、回復・軽快するとされている。その後は必ずしもよくない。1年経過で治癒わずか1.5%、51.9%が改善がみられ、37.2%は病状に変化なく経過し、2.6%が悪化であった。症例の多くで発症時から変化が少ない。小児例では回復もみられるとされる。入院の頻度は1年間で13.5%と述べられている。

### 機能的予後
線維筋痛症が直接的な死因となることはない。日常生活動作(ADL)の低下を伴いながら経過する。約半数が1年経過でADLはなんとか自立できているが、残り半数に何らかのADLの低下が認められ、27.2%が大きく低下した。34.0%が休職・休学している。生活の質(QOL)についても、線維筋痛症は悪いとされ、関節リウマチ(RA)より低いが、全身性エリテマトーデス(SLE)と同程度のQOLと述べられている。

## 若年性線維筋痛症
引きこもり・不登校の児童にこの疾患が多く診断されたため、今後調査を進めていくと、若年性線維筋痛症患者の実数はさらに多いことが判明するのではないかと推測されている。若年性線維筋痛症の問題点は、子供は「お腹が痛い」「学校にいきたくない」などと登校拒否をするが親はいつものこと、と軽視してしまう。実は本当に本人は症状が苦しいとしても、ただの腹痛、怠けているとしか思われず理解を得られないまま慢性化してしまい、長く続く登校拒否や体の不調に気づいた親が病院に連れていくと線維筋痛症の診断を受けたケースが報告されている。最小年齢は日本では6歳発症。なお、生後まもなくの大病で罹患したものの、長年単なる病弱で済まされたケースも存在する。
2013年7月16日に、若年性維筋痛症発生の原因がコエンザイムQ10の欠乏にあることが、東京工科大学応用生物学部と横浜市立大学医学部小児科との研究チームにより発見されたと報じられた。なお、発症パターンの違いから、若年性線維筋痛症と、若年発症の成人型の線維筋痛症は区別される傾向にある。

## 公的保障制度
難病指定にはなっておらず、推定200万人の患者人口のすべてが、1疾患あたり人口比0.15%未満（2015年時点）という難病法の指定を受けることはできない。そこで重症度を限定して、難病指定を目指すための要望が検討されている。ただし、強直性脊椎炎といった難病指定の疾患を合併している場合に限り、線維筋痛症の治療のうちその疾患と重複する治療のみ助成されうる。
公的保証制度としては、高額療養費制度、後期高齢者医療制度、障害年金、障害者総合支援法、身体障害者手帳、精神障害者保健福祉手帳などが挙げられる。しかし、障害者総合支援法、および身体障害者手帳については、疼痛という見えない障害であるために障害の程度が証明できず、実際には利用不可能に近く、更に地域によって対応が大きく異なり、多くの患者はやむなく精神障害者保健福祉手帳を取得しているのが現状である。しかし精神障害者保険福祉手帳では、受けられる支援が限られるなどの不利益があり、身体障害者手帳を積極的に取得しようという動きがある。
疼痛という見えない障害のため身体障害者として見られないという問題は、制度との絡みで深刻である。

## 歴史
日本での歴史として、2003年、厚生労働省が『線維筋痛症研究班』を発足させた。2008年から独立研究班として継続中。2009年より年労働省研究班線維筋痛症医療情報センターから業務を引継ぎ日本線維筋痛症学会 JCFIが調査を行っている。

## 啓発デー

パープルリボン

慢性疲労症候群、化学物質過敏症といった疾患と合同で、"May 12th International Awareness Day"と称される国際啓発デーが5月12日に開催される。
国際啓発デーにおいて、線維筋痛症の象徴色はパープルであり、アウェアネス・リボンとしてパープルリボンが用いられる。